# Pine Mountain (Appalachen)
Der Pine Mountain ist ein Gebirgskamm der Appalachen, der auf einer Distanz von 200 km die drei Bundesstaaten Kentucky, Virginia and Tennessee der Vereinigten Staaten von Amerika durchläuft. Der Gebirgszug beginnt in der Nähe von Jellico, Tennessee bis in die Nähe von Elkhorn City, Kentucky. Die höchste Erhebung ist der Birch Gap Peak mit 998 Metern über dem Meeresspiegel und liegt östlich von Whitesburg, Kentucky.
Der Gebirgskamm mit einer Schartenhöhe von 354 m  wird nur an einer Stelle vom Cumberland River bei Pineville, Kentucky durchkreuzt.
Zahlreiche Naturparkgelände und Wanderwege liegen entlang seiner Ausläufer, so z. B. Pine Mountain State Resort Park and Kingdom Come State Park, Breaks Interstate Park, Kiwanis Raven Rock Park, Kentenia State Forest, Pine Mountain Trail State Park and the Little Shepherd Trail.
Es gibt einen großen Wildbestand im Gebiet des Pine Mountain, besonders an Schwarzbären, weshalb er auch als zentrales Gebiet für Schwarzbären in Kentucky gilt. Neben dem amerikanischen Schwarzbären sind auch Elche, Hirsche, Klapperschlangen und sogar Pumas im Pine Mountain Gebiet heimisch.